# Roberto Enríquez
Roberto Enríquez Asenjo (Arganza, 20 gennaio 1968) è un attore spagnolo di teatro, televisione e cinema.

## Biografia
Roberto Enriquez è nato come i suoi genitori ad Arganza, una città nella provincia di León, ma ha trascorso tutta la sua vita a Valladolid e nelle sue biografie di solito appare come la sua città natale; in questa città è cresciuto, vissuto e allenato professionalmente, fino a quando non si è trasferito a Madrid per iniziare la sua carriera di attore.
La sua formazione inizia presso la School of Dramatic Arts di Valladolid, dove studia tra il 1986 e il 1989. Successivamente è stato uno studente del William Layton Theatre Laboratory (1989-1992), ha continuato a prepararsi per lo studio di recitazione di Juan Carlos Corazza (1994-1998) e ha condotto corsi di interpretazione tenuti da Augusto Fernández dal 1999 al 2002.

## Filmografia (parziale)

### Cinema
- Azuloscurocasinegro, regia di Daniel Sánchez Arévalo (2006)
- Shiver (Eskalofrío), regia di Isidro Ortiz (2008)
- Gordos, regia di Daniel Sánchez Arévalo (2009)

### Televisione
- Isabel – serie TV, 6 episodi (2013)
- Vis a vis - Il prezzo del riscatto (Vis a vis) – serie TV, 26 episodi (2015-2018)
- Il molo rosso (El embarcadero) – serie TV, 16 episodi (2019-2020)
- Il caos dopo di te (El desorden que dejas) – serie TV, 8 episodi (2020)
- La cuoca di Castamar (La cocinera de Castamar) – serie TV, 12 episodi (2021)